# Renault RS01
O RS01 é o modelo da Renault das temporadas de 1977, 1978 e até a sexta prova de 1979 de Fórmula 1. Condutores: Jean-Pierre Jabouille e René Arnoux.

## Resultados[1]
(legenda) (em negrito indica pole position)
| Ano  | Chassi | Motor                        | Pneus | N° | Pilotos               | 1   | 2   | 3   | 4   | 5   | 6   | 7   | 8   | 9   | 10  | 11  | 12  | 13  | 14  | 15  | 16  | 17  | Pontos | Posição  |  |
| ---- | ------ | ---------------------------- | ----- | -- | --------------------- | --- | --- | --- | --- | --- | --- | --- | --- | --- | --- | --- | --- | --- | --- | --- | --- | --- | ------ | -------- |  |
|      |        |                              |       |    |                       |     |     |     |     |     |     |     |     |     |     |     |     |     |     |     |     |     |        |          |  |
|      |        |                              |       |    |                       | ARG | BRA | RSA | USW | ESP | MON | BEL | SWE | FRA | GBR | GER | AUT | NED | ITA | USA | CAN | JPN |        |          |  |
| 1977 | RS01   | Renault-Gordini EF1 V6 Turbo | M     | 15 | Jean-Pierre Jabouille |     |     |     |     |     |     |     |     |     | Ret |     |     | Ret | Ret | Ret | NQ  |     | 0      | NC (18º) |  |
|      |        |                              |       |    |                       |     |     |     |     |     |     |     |     |     |     |     |     |     |     |     |     |     |        |          |  |
|      |        |                              |       |    |                       | ARG | BRA | RSA | USW | MON | BEL | ESP | SWE | FRA | GBR | GER | AUT | NED | ITA | USA | CAN |     |        |          |  |
| 1978 | RS01   | Renault-Gordini EF1 V6 Turbo | M     | 15 | Jean-Pierre Jabouille |     |     | Ret | Ret | 10  | NC  | 13  | Ret | Ret | Ret | Ret | Ret | Ret | Ret | 4   | 12  |     | 3      | 12º      |  |
|      |        |                              |       |    |                       |     |     |     |     |     |     |     |     |     |     |     |     |     |     |     |     |     |        |          |  |
|      |        |                              |       |    |                       | ARG | BRA | RSA | USW | ESP | BEL | MON | FRA | GBR | GER | AUT | NED | ITA | CAN | USA |     |     |        |          |  |
| 1979 | RS01   | Renault-Gordini EF1 V6 Turbo | M     | 15 | Jean-Pierre Jabouille | Ret | 10  | Ret | DNS |     |     |     |     |     |     |     |     |     |     |     |     |     | 01     | 6°       |  |
| 1979 | RS01   | Renault-Gordini EF1 V6 Turbo | M     | 16 | René Arnoux           | Ret | Ret | Ret | DNS | 9   | Ret |     |     |     |     |     |     |     |     |     |     |     | 01     | 6°       |  |

↑1  A partir da Espanha (Jabouille) e em Mônaco (Arnoux) utilizaram o RS10 até o final da temporada marcando no total de 26 pontos.